# نظام غذائي صحي كوكبي

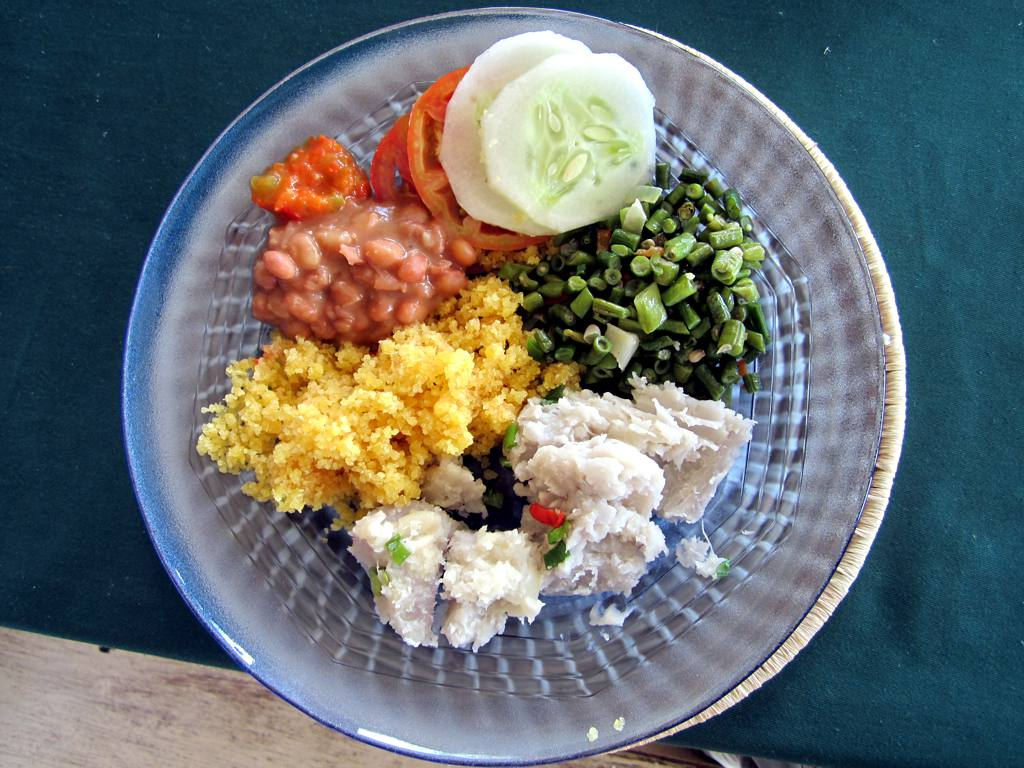
نموذج لوجبة غذائية تتبع توصيات لجنة إيت-لانسيت للنظام الغذائي الصحي الكوكبي

النظام الغذائي الصحي الكوكبي أو الحمية الغذائية الكوكبية هو نظام غذائي شبه نباتي اقترحته لجنة إيت-لانست كجزء من تقرير للجنة صدر في مجلة ذا لانسيت في 16 يناير 2019.

## الأهداف
كان الهدف الرئيسي من التقرير ومن النظام الغذائي الذي طورته اللجنة هو إيجاد نماذج غذائية تحقق الأهداف التالية:
- توفير طعام يكفي لسكان العالم، والمتوقع أن يبلغ عددهم 10 مليار نسمة في عام 2050.
- الحد بشكل كبير من عدد الوفيات الناجمة عن سوء التغذية في جميع أنحاء العالم.
- توفير نظم غذائية مستدامة بيئيًا لمنع انهيار العالم الطبيعي.

## الضوابط
وضعت اللجنة ضوابطًا صارمة على استهلاك اللحوم، ومنتجات الألبان، والخضروات الجذرية، وخاصة اللحوم الحمراء، والهدف من ذلك لم يكن فقط تقليل تأثير صناعات اللحوم والألبان على البيئة، ولكن أيضًا من الناحية النظرية، تقليل تناول الدهون المشبعة والسكريات من هذه المجموعات الغذائية بشكل كبير، فغالبًا ما يتجاوز استهلاك اللحوم والألبان اليوم التوصيات الغذائية.
| الغذاء            | الكمية القوى   | مثال                                                                                        | مقارنة                                                                                   |
| ----------------- | -------------- | ------------------------------------------------------------------------------------------- | ---------------------------------------------------------------------------------------- |
| اللحوم الحمراء    | 14 غرام يوميًا  | قطعة واحدة من لحم الخنزير المقدد كل يومين أو قطعة واحدة من الهامبرجر متوسط الحجم في الأسبوع | ضعف متوسط استهلاك الفرد في آسيا ، ومتوسط كمية اللحوم الحمراء التي يتم تناولها في إفريقيا |
| لحوم الدجاج       | 29 غرام يوميًا  | ورك دجاج منزوع العظم والجلد كل يومين أو شريحة واحدة من لحم غداء الدجاج في اليوم             |                                                                                          |
| البيض             | 13 غرام يوميًا  | بيضة واحدة كل يومين (على سبيل المثال ، مسلوق ، محضر في الفطائر ، إلخ)                       | نصف استهلاك البيض في اليابان والصين ؛ ستة أضعاف استهلاك البيض في الهند.                  |
| منتجات الألبان    | 250 غرام يوميًا | كوب واحد من الحليب يوميًا                                                                    |                                                                                          |
| الخضروات الجذورية | 50 غرام يوميًا  | حبتان من البطاطس متوسطة الحجم أو حصص من الكسافا في الأسبوع                                  |                                                                                          |
| السكر             | 31 غرام يوميًا  | ملعقتين من العسل يوميا                                                                      |                                                                                          |

وضعت اللجنة أيضًا ضوابط أخرى على كميات الفاكهة، والخضروات، والبقوليات، والحبوب، والزيت حيث يعتمد النظام الغذائي على تناول كمية إجمالية من الغذاء تعطي 2500 سعرة حرارية في اليوم لتثبيط الإفراط في تناول الطعام. إلا أن التركيز الرئيسي ينصب على تقليل اللحوم والبيض ومنتجات الألبان والخضروات الجذرية بشكل كبير. تصف لجنة إيت-لانسسيت النظام الغذائي الصحي للكوكب باعتباره نظامًا غذائيًّا شبه نباتيّ يعتمد إلى حد كبير على النباتات ولكن يمكن أن يتضمن اختياريًا كميات متواضعة من الأسماك واللحوم ومنتجات الألبان.

## ردود الأفعال
قدمت صحيفة الغارديان البريطانية، وشبكة سي إن إن الأمريكية تقاريرًا إيجابية حول النظام الغذائي الصحي للكوكب. بينما كان هاري هاريس الصحفي في مجلة نيو ستيتسمان الأمريكية حذرًا من الادعاءات القائلة بأن النظام الغذائي للفرد يمكن أن يغير نظام الغذاء في العالم، ورأى أنه لا يجب الاستمرار في إلقاء اللوم في مسألة تغير المناخ على سلوك الأفراد إذا ما علمنا أن هناك 100 شركة مسؤولة عن 71 في المائة من الانبعاثات العالمية التي تضر بالبيئة.
سحبت منظمة الصحة العالمية رعايتها لفعاليات إيت-لانسيت بعد أن واجهت انتقادات من جيان لورينزو كورنادو ممثل إيطاليا لدى المنظمات الدولية في جنيف، والذي ذكر أن تبني نهج غذائي واحد لكوكب الأرض بأسره من شأنه أن يدمر النظم الغذائية التقليدية والتراث الثقافي، وأن تقليل استهلاك اللحوم والحلوى سيؤدي إلى فقدان ملايين الأشخاص لوظائفهم.
تحدى فرانسيسكو ج. زاجموت وزملاؤه في عام 2019 النظام الغذائي الكوكبي الصحي بناءًا على عيوب في المنهجية المستخدمة في التقديرات الصحية. إلا أن الطرق الثلاث المختلفة التي استخدمت لتقدير عدد الوفيات التي يمكن الوقاية منها بين البالغين، مثلما أشار والتر ويليت، كانت منشورة بشكل مستقل عن لجنة إيت-لانسيت، وبمنهجية مفصلة.

## التكلفة
تُعتبر تكلفة النظام الغذائي الصحي الكوكبي أقل مما ينفقه بعض الناس حاليًا، وأكثر مما يستطيع البعض الآخر تحمله، إذ قدر باحثون من المعهد الدولي لبحوث السياسات الغذائية وجامعة تافتس أن ما يقرب من 1.6 مليار شخصًا حول العالم، معظمهم في جنوب صحراء أفريقيا، وجنوب آسيا، لا يستطيعون تحمل تكلفة النظام الغذائي الكوكبي الصحي الذي اقترحته لجنة إيت-لانسيت. بينما وجدت دراسة أجريت في عام 2020 أن النظام الغذائي الكوكبي الصحي ميسور التكلفة أكثر من النظام الغذائي الأسترالي النموذجي.
عارض أدوغبولا ت. أديسوغان وزملاؤه نظام الغذاء الصحي الكوكبي في عام 2002، ورأوا أن خطط النظام الغذائي الموجهة نحو الاستدامة البيئية، مثل النظام الغذائي الكوكبي الصحي، لا تحل مشاكل النساء والأطفال الذين يعانون من فقر شديد حاليًا بحيث لا يمكنهم تناول اللحوم والبيض ومنتجات الألبان بانتظام، والذين ستستفيد صحتهم من إدخال الأطعمة ذات المصدر الحيواني إلى غذائهم.

## مقارنة النظام بأنماط النظام الغذائي الموصى بها
وجدت دراسة مقارنة أجريت في عام 2020 أن هناك أوجه اتفاق بين النظام الغذائي الصحي الكوكبي وبين المبادئ التوجيهية الغذائية للأمريكيين 2015-2020. واقتصرت الاختلافات بين الاثنين على الكميات الموصى بها من الفاكهة والمكسرات واللحوم الحمراء والبذور والخضروات الجذرية والحبوب الكاملة.
كما وجدت دراسة مقارنة أجريت في عام 2020 حول متوسط النظام الغذائي الهندي، مقارنة بالنظام الغذائي الصحي الكوكبي أن متوسط النظام الغذائي الهندي يعتبر غير صحي بسبب الاستهلاك المفرط للحبوب والأطعمة المصنعة التي لا تحتوي على ما يكفي من البروتين والفواكه والخضروات.